# Палацо Пиколомини
Палацо Пиколомини на италиански: Palazzo Piccolomini – ренесансов дворец, собственост на фамилия Пиколомини.
Дворецът е поръчан от папа Пий II на Бернардо Роселини. Сградата е с квадратен план, разработен на три етажа, построена от камък и фино изработен и по-лек дялан камък. Първият и вторият етаж има две редици прозорци със значително, но равно разстояние между тях, с пиластри и профили с изпъкнали сегменти. Всеки прозорец е разделен на две части от тънка колона. Между ъглите и някои прозорци са показани гербът на семейство Пиколомини и отличителните знаци на папството. На север се намира голям портал, който е основният вход на сградата.
Близо до Палацо Пиколомини се намира Палацо Борджия.

## Галерия
- Изглед отвътре
- Терасата
- Изглед от вътрешния двор